# Giovanni Savio
Giovanni Savio (Thiene, 20 gennaio 1968) è un ex cestista italiano.

## Carriera

### Club
Dopo il debutto in A1 con la Benetton Treviso va due anni in B1 all'Andrea Costa Imola. Torna quindi a Treviso, prima di essere ingaggiato alla Pallacanestro Varese con cui vive una retrocessione e una promozione.

Gioca quindi un anno alla Jcoplastic Napoli, altri due anni in A1 a Siena e due in A2 rispettivamente a Montecatini e Roseto. Da qui ha una nuova parentesi sotto le plance di Siena, mentre un anno più tardi passa all'Imola, ultima tappa da professionista nella sua carriera, continuata successivamente nelle serie minori emiliano-romagnole.

### Nazionale
È stato convocato con l'Italia under 19 ai campionati mondiali di Bormio 1987, durante il quale ha guadagnato la medaglia di bronzo alle spalle della Jugoslavia e degli Stati Uniti.

## Palmarès
- Mondiali U-19

Bormio 1987:  Bronzo